# Menno Vloon
Menno Vloon (* 11. Mai 1994 in Zaandam) ist ein niederländischer Leichtathlet, der sich auf den Stabhochsprung spezialisiert hat.

## Sportliche Laufbahn
Zu Beginn seiner sportlichen Laufbahn war Menno Vloon zunächst als Mehrkämpfer aktiv. 2011 nahm er in Trabzon am Europäischen Olympischen Jugendfestival im Stabhochsprung teil, bei dem er den neunten Platz belegte. Bis zum Ende der Saison verbesserte er seine Bestleistung auf 4,80 m. 2012 gewann er die Silbermedaille im Siebenkampf bei den Niederländischen U20-Meisterschaften. Ende Mai steigerte er seine Bestleistung im Stabhochsprung auf 5,15 m, woraus er Anfang Juni bei den U20-Meisterschaften der Niederlande siegreich hervorging. Einen weiteren Monat später trat er im Stabhochsprung bei den U20-Weltmeisterschaften in Barcelona an, scheiterte dabei allerdings in der Qualifikation. 2013 siegte er im Siebenkampf bei den Niederländischen U20-Hallenmeisterschaften. Ein Jahr darauf gewann er die Bronzemedaille, ebenfalls im Siebenkampf, bei den nationalen Hallenmeisterschaften der Erwachsenen. Das gleiche Ergebnis erreichte er auch im darauffolgenden Jahr. Anfang Juni verbesserte er seine Bestleistung im Stabhochsprung auf 5,55 m. In dieser Disziplin trat er auch einen Monat später bei den U23-Europameisterschaften in Tallinn an. Dabei belegte er mit übersprungenen 5,30 m den achten Platz. Anfang August wurde Vloon erstmals Niederländischer Meister im Stabhochsprung.
2016 siegte Vloon bei den Niederländischen Hallenmeisterschaften und in der Freiluft jeweils im Stabhochsprung. Fortan fokussierte er sich hauptsächlich auf diese Disziplin. Im Juli trat er in Heimat bei den Europameisterschaften im Amsterdam zu seinen ersten internationalen Meisterschaften bei den Erwachsenen an. Mit übersprungenen 5,35 m landete er nach der Qualifikation auf dem geteilten 17. Platz. 2017 übersprang Vloon beim Himmelsstürmer-Cup in Zweibrücken die Höhe von 5,85 m und hält seitdem mit dieser den Freiluft-Nationalrekord der Niederlande. Zugleich erfüllte die Norm für die Weltmeisterschaften in London, zu denen er Anfang August antrat. Dabei blieb er im Qualifikationswettbewerb allerdings ohne gültigen Versuch. Zwei Jahre später erfüllte er auch die Norm für die Weltmeisterschaften in Doha, musste seinen Start dort allerdings absagen. Nachdem 2020, aufgrund der Corona-Pandemie, die Übergangssaison ausfiel, meldete sich Vloon Anfang 2021 stark zurück und stellte direkt im ersten Wettkampf des Jahres eine neue Hallenbestleistung von 5,81 m auf, die einen neuen Nationalrekord für die Niederlande bedeuteten. Ende Februar übersprang er 5,96 m und steigerte damit seinen eigenen Nationalrekord noch einmal deutlich. Anfang März 2021 trat er in Toruń bei den Halleneuropameisterschaften an und zog in das Finale ein. Mit übersprungenen 5,70 m belegte er darin den fünften Platz und erreichte damit seinen bislang größten sportlichen Erfolg. Er schaffte in der Folge die Qualifikation für die Olympischen Sommerspiele in Tokio. In der Qualifikation übersprang er 5,75 m und erreichte damit das Finale. Dort schaffte er es anschließend nur die Anfangshöhe von 5,55 m zu überspringen, womit er den 13. Platz belegte. 2022 trat Vloon im Frühjahr bei den Hallenweltmeisterschaften in Belgrad an. Mit übersprungenen 5,75 m belegte er zusammen mit dem Belgier Ben Broeders, den geteilten fünften Platz. Im Sommer nahm er in den USA an seinen dritten Weltmeisterschaften teil und konnte sein erstes WM-Finale erreichen. Darin versäumte er es anschließend allerdings die Anfangshöhe zu überspringen und wurde Letzter. Einen Monat später trat er bei den Europameisterschaften in München an. Er erreichte das Finale, scheiterte darin allerdings an der Anfangshöhe. Anfang September steigerte er seine Bestleistung beim ISTAF in Berlin auf 5,88 m.
2023 trat Vloon bei den Weltmeisterschaften in Budapest an. Mit übersprungenen 5,70 m scheiterte er dort in der Qualifikation. 2024 belegte er im Frühjahr bei den Hallenweltmeisterschaften in Glasgow den achten Platz. Bei den Olympischen Spielen 2024 in Paris belegte Vloon mit übersprungenen 5,70 m den 11. Platz.
Am 1. September 2024 verbesserte er dann beim Berliner ISTAF-Meeting den niederländischen Freiluftrekord auf 5,92 m.
Im Laufe seiner Karriere gewann Vloon bislang insgesamt zehn Titel bei Niederländischen Meisterschaften, fünfmal in der Freiluft (2014–2017, 2020) und fünfmal in der Halle (2016, 2019, 2021–2023).

## Wichtige Wettbewerbe
| Jahr                    | Veranstaltung               | Ort                     | Platz                   | Disziplin               | Höhe                    |
| Startet für Niederlande | Startet für Niederlande     | Startet für Niederlande | Startet für Niederlande | Startet für Niederlande | Startet für Niederlande |
| ----------------------- | --------------------------- | ----------------------- | ----------------------- | ----------------------- | ----------------------- |
| 2012                    | U20-Weltmeisterschaften     | Barcelona               | 17.                     | Stabhochsprung          | 4,95 m                  |
| 2015                    | U23-Europameisterschaften   | Tallinn                 | 8.                      | Stabhochsprung          | 5,30 m                  |
| 2016                    | Europameisterschaften       | Amsterdam               | 17.                     | Stabhochsprung          | 5,35 m                  |
| 2017                    | Weltmeisterschaften         | London                  |                         | Stabhochsprung          | o.g.V. (Qualifikation)  |
| 2019                    | Weltmeisterschaften         | Doha                    |                         | Stabhochsprung          | DNS                     |
| 2021                    | Halleneuropameisterschaften | Toruń                   | 5.                      | Stabhochsprung          | 5,70 m                  |
| 2021                    | Olympische Sommerspiele     | Tokio                   | 13.                     | Stabhochsprung          | 5,55 m                  |
| 2022                    | Hallenweltmeisterschaften   | Belgrad                 | 5.                      | Stabhochsprung          | 5,75 m                  |
| 2022                    | Weltmeisterschaften         | Eugene                  | 12.                     | Stabhochsprung          | o.g.V. (Finale)         |
| 2022                    | Europameisterschaften       | München                 |                         | Stabhochsprung          | o.g.V. (Finale)         |
| 2023                    | Weltmeisterschaften         | Budapest                | 16.                     | Stabhochsprung          | 5,70 m                  |
| 2024                    | Hallenweltmeisterschaften   | Glasgow                 | 8.                      | Stabhochsprung          | 5,65 m                  |

## Persönliche Bestleistungen
Freiluft
- Stabhochsprung: 5,92 m, 1. September 2024, Berlin, (niederländischer Rekord)

Halle
- Stabhochsprung: 5,96 m, 27. Februar 2021, Aubière, (niederländischer Rekord)